# Renault Z.E.

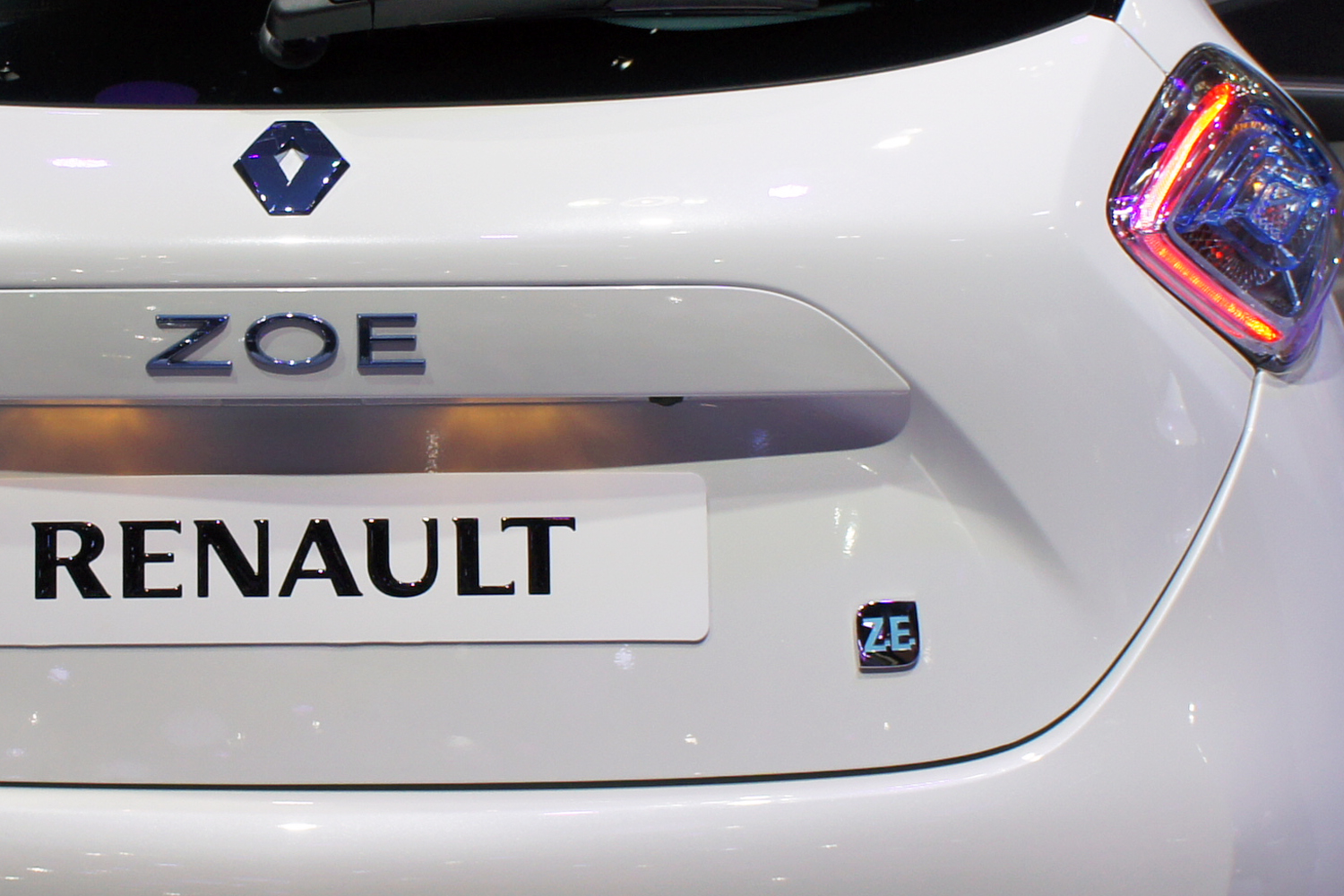
Renault Zoe SAO 2014

Renault Z.E., kde Z.E. znamená Zero Emission, označuje řadu elektromobilů francouzské automobilky Renault. Samotný elektromobil z této řady nese název Renault Zoe. Řada byla představa v roce 2009 jako koncept. Do prodeje se automobily této řady dostaly po roce 2010. Například Renault Zoe se v roce 2017 stal nejprodávanějším elektrickým autem v Evropě.